# 泰國國立法政大學法學院

泰国国立法政大学法学院（泰語： ;皇家轉寫：Khana Nitisat Mahawitthayalai Thammasat ) 是泰国政府的一个行政机构，是隶属于泰国教育部泰国国立法政大学的学术机构。它是该国第二古老的大学学院，仅次于玛希隆大学医学院。    它长期以来在泰国政治中发挥着重要作用，其毕业生中有许多前总理、部长、高级政府官员、法官和其他公众人物。 

## 历史
法学院可以追溯到 1907 年由Raphi Phatthanasak 王子、Ratchaburi 王子、受过西方教育的司法部长和朱拉隆功国王的儿子创建的法学院。课程最初在王府的午餐大厅进行。他每天下午都在那里讲课，后来由于学生人数不断增加，法学院很快就搬到了司法部的中央大楼。
1910 年，拉斐亲王辞去司法部长一职，法学院先是搬迁到皇家资助的佛教玛哈泰寺，然后搬到民事法院旁边的一座小型皇家住所。
次年，瓦栖拉兀国王赞助了法学院。根据皇家命令，学校成为司法部的附属机构。学校再次搬迁至Phan Phiphop Lila Bridge附近的公共关系部前办公室。
在推翻巴差提补国王的政变成功后，政府于 1932 年 4 月 25 日下令在朱拉隆功大学设立法律和公共管理学院，并将法学院转移到新成立的学院。
1933 年， Narisara Nuvadtivongs ，国王 Prajadhipok 的摄政，签署了《道德和政治科学大学法，佛教纪元 2476（1933 年）》，该法于 3 月 20 日生效。该法案的某些部分内容如下： 
|  | Section 4. There shall be established a university called 'Moral and Political Science University', bearing the duty to provide education as to legal science, political science, economic science and all other branches concerning moral and political science. Section 5. The Faculty of Law and Public Administration, Chulalongkorn University, as well as its property and budgets shall all be transferred to the University by 1 April 1934. |

法政大学从一开始就是一所面向公众招生大学，只提供“法学学士”课程。
1939 年 6 月 14 日，法学学士课程分为四个专业，并组织成独立的院系：法学院、公共管理学院、经济学院和商学院。法学学士课程于 1953 年完全结束。
1969年，法学院首次组织了讲师选拔考试，并开始为培养讲师出国留学提供资金，如国家公务员委员会基金、大洋洲基金、法国政府基金和阿南塔玛希敦基金。
1971年，大学首次采用学分制和新的评价制度（平均绩点制）。法学院改进了其课程以符合新系统，但保留了以前的评估系统（平均分系统）作为其教育评估系统，直到今天。
2006 年，法政大学法学院理事会决定将除暑期课程外的所有本科课程从曼谷的Tha Phra Chan校区转移到巴吞他尼府的兰实校区。
2008年，大学南邦校区成立。该大学宣布在那里开设法学院的一个分支机构。法律课程于次年开始。该校区的准学生必须完成中等教育，并在该国的泰国北部确立。大学的直接录取系统和政府的中央录取系统融合在一起。每年约有 150 名申请人从前者系统中选择，另外 50 名申请人从后者系统中选择。 

## 行政

### 院长
注：以上职称为担任院长时的职称，部分职称后有变动。

### 学术中心
法政大学法学院由以下学术中心组成：
| - Civil Law Center - Criminal Law and Criminology Center - Public Law Center - Social, Historical and Philosophical Law Center - International Trade Law Center | - Commercial and Business Law Center - International Law Center - Natural Resources and Environment Law Center - Tax Law Center |

## 课程

### 大学本科
每年，该学院都会招收大约 600-700 名攻读四年制法学学士项目，学院一共招收近 2,000–3,000 名学生。非法律学位的持有人也可以参加法学学士项目的夜校，学制三年，每年约500-600名学生。 
一个LL。 B. 商法是在 Tha Pra Chan 校区举办的第一个泰国法律本科国际课程。每年大约有 100-120 名学生。对于该课程的录取，提供了两条途径：学生可以使用 SAT 考试或 TUAdLaw 考试（它旨在评估您在法政大学英语本科阶段学习法律所需技能的能力。 )  该项目由来自英国、美国、法国、德国、意大利、澳大利亚和日本等不同司法管辖区的 100 多名具有海外经验的教师组成。向学生介绍法律法规背后的哲学基础，并鼓励学生讨论、阐明法律推理、提出论点，并结合“法律的现状”来思考“法律应有的”。

### 毕业
在研究生阶段，教学基于比较方法，旨在鼓励批判性思维和对理论和实践方面的法律问题的洞察力。那些从本科法律课程中毕业的人有望成为特定法律领域的法律学者、法律思想家、专家或从业者。 法学硕士项目，为了促进特定领域的专业知识，提供了八个研究领域：私法、刑法、商法、国际法、国际贸易法、税法、公法和环境法。
该项目每年招收约 200-300 名学生。学生在晚上上课，现在可以在五个学期（2.5 年）内完成学习课程和论文（或对选定主题的独立研究）。
该学院提供为期一年的公法研究生文凭课程，主要面向政府官员，每年招收多达 100 名学生。从这个项目中获得的一些学分可以转移到 LL。 M. 程序。该学院还提供商法研究生文凭课程，该课程提供重点领域，例如“知识产权”或“风险管理和保险”。
在博士阶段，入学是通过英语测试以及选定主题的资格考试。该博士课程主要由独立研究组成，但必须参加法律方法论课程。

## 文化标识
- 海豹 – 根据总理办公室的通知，国立法政大学的印章或 Thammachak 印章——在Phan或容器上的宪法，后面有Thammachak或法律之轮——也被用作教师的印章：根据官方印章法 BE 2482 (1939)，（第 50 号），日期为 2 月 2 日 BE 2509 (1966) 的官方机构印章的确定。 [11]
- 旗帜——法政大学的旗帜或 Thammachak Flag 也被用作学院的旗帜，但在Thammachak或法律之轮的数字下方添加了“法律学院”的短语。
- 颜色– 白色是教师的颜色，象征着清洁和无过错。教员长袍上的条纹也是白色的。
- 符号——正义的天平
- 雕像–佛像，Phra Phuttha Lokkanitithamthet 或法教佛陀，由法政学院法学院成立，并在法政学会成立 30 周年之际由最高祖师Yannasangwon (Charoen Suwatthano)题名。
- 吉祥物——“黄虎”是学院的吉祥物，象征着优雅、荣誉、正义、满足、权力、威严和领导。黄虎被用作制衡法政大学政治学院吉祥物“红狮”力量的吉祥物。
- 国歌– 除了 Thammasat Faculty 或Yung Thong的国歌, 教职工还把以下四首歌曲作为重要歌曲: [12] [13]
  - “尼蒂萨特萨马基[永久] ” – 由国家艺术家Thawip Woradilok作曲，由Uea Sunthonsanan编写。
  - “尼蒂萨·萨马纳坎[永久] ” – 也由 Thawip Woradilok 和 Uea Sunthonsanan 创作。
  - “Tra Chu” – 作曲者的名字不详，但这首歌于每年 8 月 7 日在曼谷法院演唱。
  - “Bum Niti” – 作曲家未知。

## 知名校友
- Kittisak Prokati, Assistant Professor (กิตติศักดิ์ ปรกติ): 法政大学法学院教授
- Kaewsan Atibodhi, Instructor (แก้วสรรค์ อติโพธิ): 法政大学副校长，1996 年宪法起草议会成员，参议员，有害国家行为审查委员会成员
- Chuan Likphai (ชวน หลีกภัย):民主党领袖、泰国总理、泰国众议院议长
- Thanin Kraivichien, Professor (ธานินทร์ กรัยวิเชียร): 法政大学法学院教授；泰国最高法院法官团团长；总理;枢密院顾问
- Banjerd Singkaneti, Associate Professor (บรรเจิด สิงคะเนติ): 法政大学法学院教授
- Prinya Thaewanarumitkul, Instructor (ปริญญา เทวานฤมิตรกุล): 法政大学副校长
- Somchai Wongsawat (สมชาย วงศ์สวัสดิ์): 总理、教育部长、司法部常任秘书长
- Somyot Chueathai, Associate Professor (สมยศ เชื้อไทย): 法政大学法学院院长兼教授
- Samak Sunthorawet (สมัคร สุนทรเวช):人民力量党领袖、总理、各部部长、曼谷都督
- Sanya Thammasak, Professor (สัญญา ธรรมศักดิ์): 法政大学法学院院长兼教授；法政大学校长；总理;枢密院主席
- Suraphol Nitikraipot ，教授 (สุรพล นิติไกรพจน์)：国家立法议会议员；法政大学法学院院长兼教授；法政大学校长
- Wissanu Krea-ngam, Associate Professor (วิษณุ เครืองาม): 副总理，内阁秘书长，朱拉隆功大学法学院副教授
- Veera Musikapong (วีระ มุสิกพงศ์): 政治家、记者、民主活动家
- Worachet Pakeerut, Associate Professor (วรเจตน์ ภาคีรัตน์): 法政大学法学院教授
- Meechai Ruchuphan, 泰国国家立法会议主席、参议院议长、副总理
- Bajrakitiyabha （พัชรกิติยาภา）：哇集拉隆功的女儿，普密蓬阿杜德的孙女

## 活动

### 拉斐王子纪念日
每年 8 月，学院都会举办纪念拉斐王子的纪念日展览。每年，四名男学生和四名女学生被学生选为执行仪式职能的展览大使。活动包括在最高法院的王子雕像前敬献花圈以向王子致敬、佛教仪式、通常涉及政治和社会事件的各种主题的学术论坛、免费法律诊所、学术竞赛和模拟法庭.  